# バボージャブ

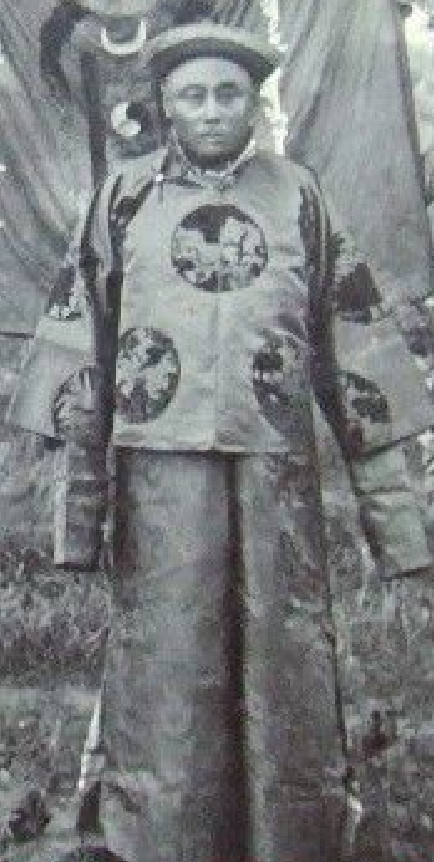
バボージャブ

バボージャブ（漢字表記：巴布扎布、キリル文字：Бавуужав、1875年 - 1916年10月8日）は、モンゴル（東部内モンゴル）の馬賊、独立運動家。モンゴル族。ジョソト盟トゥムド左翼旗出身。川島浪速の満蒙独立運動と連携して挙兵したが、中華民国軍との戦いで戦死した。パプチャップなどと呼ぶこともある。

## 経歴
1875年（光緒元年）、内モンゴルのジョソト盟（卓索図盟）トゥムド左翼旗（土黙特左翼旗、現在の遼寧省阜新市）に生まれ、10歳頃に彰武県大冷営子へ移住する。1904年からの日露戦争では日本側の募った義勇部隊「満州義軍」に参加した。日露戦争が終わって満州義軍が解散すると、彰武県へ戻り巡警局長を務めていた。
1911年、辛亥革命が起こり外モンゴルでボグド・ハーン政権が樹立されると、内モンゴル各地のモンゴル人たちも政権へ合流した。1912年8月28日夜、バボージャブは一家と数十名の兵士たちを連れて大冷営子を出発、ボグド政権の命令で徴兵を行なっていたアルホア公ナスンアルビジフのもとへ合流し、南方方面営長（大隊長）となった。アルホア公の軍の一営長として開魯での蜂起に参加し、一行は1912年12月に外モンゴルの首都フレー（現ウランバートル）へ到着した。その後バボージャブは、アルホア公の管轄下から自立し、自身の管轄の兵隊を独自に指揮できるよう政権に要請した。この要請は認められ、1913年にボグド・ハーン政権が内モンゴルに5方面軍を派遣した時、バボージャブは南東方面軍指揮官となった。内モンゴルへ戻ってきたバボージャブは中華民国軍と戦った功績により、政権から鎮国公の爵位を受けた。
しかし、1913年11月の露中共同声明は、ロシアが中国の外モンゴルに対する宗主権を認めているもので、ロシアの圧力によりボグド政権は内モンゴル各地に派遣した軍隊を引き揚げざるを得なくなった。1914年から1915年にかけてキャフタで開催された露蒙中の三国会談で、モンゴルは中国の宗主権を認めさせられた。一方で、キャフタ協定を受け入れられないものであると考えたバボージャブは、政権が軍を引き揚げた後も、全モンゴル統一のため内モンゴルに留まっていた。ボグド政権はロシアや中国の支援を得るために、今度はバボージャブに対して討伐軍を派遣しなければならなかった。
1915年6月、バボージャブは配下の2人を日本へ派遣し、軍資金や武器弾薬の援助を日本に求めた。また、清朝の復辟（復活）を目指す宗社党とも手を結んだ。バボージャブの要請に対して、川島浪速がその援助に乗り出した。川島は1912年にも満蒙独立運動を画策したが、これは失敗に終わっていた（第一次満蒙独立運動）。川島は大倉財閥から資金を、軍部から武器弾薬を手に入れ、大陸浪人や予備役軍人などの同志を募って現地に派遣した。
1916年7月下旬、ハルハ川河畔から奉天を目指して南下したバボージャブ軍（「勤王師扶国軍」：約3,000名）は張作霖軍との戦闘を開始し、激戦が一週間続いた。8月14日、バボージャブ軍は郭家店を占領した。そのころ、日本政府は袁世凱の死去にともなって独立計画の中止に動き出しており、バボージャブ軍は張作霖軍と休戦して西方へ撤退することになった。9月2日、川島らに説得されたバボージャブ軍は郭家店を出発し帰路についた。途中、各地で張作霖軍との戦闘を続けながら、10月初めに林西に到達した。林西は内モンゴルへの入り口で、その北には本拠地のウジムチンがある。林西城への攻撃を開始したバボージャブ軍は緒戦で勝利し、10月8日、これを見たバボージャブは手勢300騎を率いて敵陣地へ騎馬突撃をおこなった。その際、機関銃の掃射を受け、左肩に弾丸が命中してバボージャブは戦死した。バボージャブ軍は12月に内モンゴルへたどり着き、のちに解散した。（第二次満蒙独立運動）

## 家族
- ノウナイジャブ（濃乃扎布） - 長男。日本へ引き取られ、早稲田大学を中退後陸軍士官学校砲兵科へ入学。士官学校を退学して当時建国したばかりのモンゴル人民共和国のウランバートルへ向かったが、その後の消息は不明となった。
- カンジュルジャブ - 次男。一時期川島芳子と結婚し、のち満州国軍の将官となった。
- ジョンジュルジャブ - 三男。日本へ引き取られた後、満州国軍の将官となった。
- サガラジャブ（薩嘎拉扎布） - 末弟。1929年、満鉄育成学校卒業。蒙古独立軍参謀長、のち興安局参事官となった[12]。